# Louisa Walter
Pour les articles homonymes, voir Walter.
Louisa Walter, née le 2 décembre 1978 à Düsseldorf, est une joueuse allemande de hockey sur gazon.
Elle fait partie de l'équipe d'Allemagne de hockey sur gazon féminin sacrée championne olympique aux Jeux d'été de 2004 à Athènes. 